# عيد بابيت (فلم)
عيد بابيت (بالإنجليزية: Babette's Feast) هو فيلم دراما تم إنتاجه في الدنمارك وصدر في سنة 1987.

## الميزانية والإيرادات
حقق أرباحا تقدر بـ 4,398,938 () دولار.

### ترشيحات وجوائز
| السنة | الحدث  | الفئة           | النتيجة  |
| ----- | ------ | --------------- | -------- |
|       | أوسكار | أفضل فيلم أجنبي | فـــــوز |

## وصلات خارجية
- عيد بابيت على موقع IMDb (الإنجليزية)
- عيد بابيت على موقع الموسوعة البريطانية (الإنجليزية)
- عيد بابيت على موقع روتن توميتوز (الإنجليزية)
- عيد بابيت على موقع نتفليكس (الإنجليزية)
- عيد بابيت على موقع ألو سيني (الفرنسية)
- عيد بابيت على موقع Turner Classic Movies (الإنجليزية)
- عيد بابيت على موقع أول موفي (الإنجليزية)
- عيد بابيت على موقع بوكس أوفيس موجو (الإنجليزية)
- عيد بابيت على موقع فيلمافينيتي (الإسبانية)
- عيد بابيت على موقع قاعدة بيانات الأفلام السويدية (السويدية)

1. ↑  مُعرِّف المكتبة القومية في إسرائيل (J9U): 987011900374305171. مذكور في: National Library of Israel Names and Subjects Authority File. الوصول: 1 يونيو 2023. لغة العمل أو لغة الاسم: العبرية.
2. ↑  وصلة مرجع: https://www.oscars.org/oscars/ceremonies/1988.
3. 1 2 3  وصلة مرجع: http://stopklatka.pl/film/uczta-babette. الوصول: 12 يوليو 2016.
4. ↑  وصلة مرجع: http://www.imdb.com/title/tt0092603/. الوصول: 12 يوليو 2016.
5. 1 2 3 4 5 6  وصلة مرجع: http://www.filmaffinity.com/en/film218348.html. الوصول: 12 يوليو 2016.
6. 1 2 3 4  وصلة مرجع: http://www.allocine.fr/film/fichefilm_gen_cfilm=89485.html. الوصول: 12 يوليو 2016.
7. 1 2 3 4 5 6 7 8 9  وصلة مرجع: http://www.imdb.com/title/tt0092603/fullcredits. الوصول: 12 يوليو 2016.
8. 1 2 3 4 5 6 7 8 9 10 11 12 13 14 15 16 17 18 19  مذكور في: فيلموغرافيا الدنمارك الوطنية.
9. 1 2  مذكور في: قاعدة بيانات الأفلام التشيكية السلوفاكية. لغة العمل أو لغة الاسم: التشيكية. تاريخ النشر: 2001.